# Batracomiomàquia
La Batracomiomàquia (en grec Βατραχομυομαχία, de βάτραχος ‘granota’, μῦς ‘ratolí’ i μάχη ‘batalla’) o la batalla de les granotes i els ratolins és un poema epicoburlesc en forma de paròdia de la Ilíada, atribuïda a Homer pels romans, però segons Plutarc és obra de Pigres d'Halicarnàs, el germà (o fill) d'Artemisia I de Cària i aliada de Xerxes. La majoria d'estudiosos moderns, però, l'atribueixen a un poeta anònim de l'època d'Alexandre el Gran; fins i tot s'han suggerit autors posteriors, com Llucià. Se'n conserven 303 hexàmetres.

## Argument
Un ratolí (Psicàrpax) que beu aigua d'un llac es troba amb el rei de les granotes (Fisignat), que el convida a casa seva. Mentre el rei de les granotes neda a través del llac, amb el ratolí assegut a l'esquena, es troben davant d'una espantosa serp d'aigua. La granota es submergeix, oblidant-se del ratolí, que s'ofega. Un altre ratolí és testimoni de l'escena des de la riba del llac i s'afanya a explicar-ho a tothom. Els ratolins es preparen per lluitar i així venjar la traïció del rei de les granotes, i envien un herald a les granotes amb una declaració de guerra. Les granotes culpen el seu rei, que nega l'incident. Mentrestant, Zeus, en veure la guerra que es prepara, proposa que els déus prenguin partit i, en concret, Atena ajudi els ratolins. Atena s'hi nega, dient que els ratolins li han fet moltes malifetes. Al final, els déus decideixen limitar-se a observar en lloc d'implicar-s'hi. Es produeix una batalla i els ratolins en resulten guanyadors, però Zeus convoca un exèrcit de crancs per evitar la destrucció completa de les granotes. Impotent contra els crancs blindats, els ratolins es retiren i la guerra, que ha durat un sol dia, s'acaba al capvespre.